# جيكوب فان جيونس
جيكوب فان جيونس (1872 – 12 نوفمبر 1952) هو مبارز بالسيف هولندي راحل، مثّل بلاده في الألعاب الأولمبية الصيفية 1912.

## روابط رياضية
جيكوب فان جيونس على موقع أوليمبيديا (الإنجليزية)